# Niepowściągliwe wymioty ciężarnych
Niepowściągliwe wymioty ciężarnych (łac. hyperemesis gravidarum, ang. hyperemesis gravidarum, HG) – najcięższa postać występujących w ciąży nudności i wymiotów. Lekkiego stopnia nudności nasilające się rano (łac. nausea gravidarum) są bardzo częste w ciąży i nie stanowią problemu klinicznego. Silne nudności i wymioty występują rzadko, dotyczą 0,3–2% ciężarnych. Przedłużające się niepowściągliwe wymioty rzadko wpływają na dobrostan płodu, natomiast są bardzo uciążliwe dla ciężarnych.

## Epidemiologia
Według różnych danych HG stwierdza się w 0,3–1,5 (2)% ciąży, częściej w ciążach wielopłodowych.

## Etiologia
Etiologia HG jest nieznana. Proponuje się udział czynników somatycznych i psychicznych. Stwierdzono silną korelację osoczowego stężenia gonadotropiny kosmówkowej z natężeniem objawów. Inne hipotezy wiązały HG z:
- poziomem progesteronu
- poziomem estrogenów[4]
- poziomem hormonów tarczycy[5]
- poziomem leptyny[6]
- infekcją Helicobacter pylori

### Nadczynność tarczycy a HG
Związek HG z nadczynnością tarczycy jest częsty. Opisano odrębną jednostkę chorobową, przejściową tyreotoksykozę ciążową w przebiegu niepowściągliwych wymiotów ciężarnych (ang. transient hyperthyroidism of hyperemesis gravidarum, THHG). Jej rozpoznanie opiera się na czterech kryteriach:
- współwystępowaniu nadczynności tarczycy i HG
- wykluczeniu nadczynności tarczycy przed ciążą
- braku objawów typowych dla nadczynności tarczycy
- braku przeciwciał przeciwtarczycowych

## Objawy i przebieg
Objawy rozpoczynają się zazwyczaj między 4. a 10. tygodniem ciąży. U większości ciężarnych z HG objawy same ustępują między 16. a 22. tygodniem. 
Wymioty i utrata apetytu prowadzą najczęściej do utraty masy ciała, odwodnienia, zaburzeń jonowych, niedokrwistości.
Bardzo rzadkimi powikłaniami HG są:
- pękniecie błony śluzowej przełyku
- mielinoliza środkowa mostu[9][10]
- nefropatia, ostra niewydolność nerek[11][12]
- odma śródpiersiowa
- encefalopatia Wernickego[13][14][15]

### Wpływ na płód
Wydaje się, że nawet nasilone wymioty nie wpływają negatywnie na płód. W jednym z badań ryzyko powikłań ciąży wczesnej w grupie kobiet z HG było 10 razy niższe niż w grupie kontrolnej. Rzadko niewyrównane zaburzenia elektrolitowe i utrata powyżej 5% masy ciała wiążą się z większym ryzykiem poronienia, porodu przedwczesnego, utraty ciąży, nieprawidłowo niskiej masy urodzeniowej i wystąpienia wad wrodzonych u dziecka.

## Rozpoznanie
Nie ma jednomyślności co do kryteriów rozpoznania HG. Zgodnie z definicją Fairweather z 1968 roku są to: 

nudności i wymioty pojawiające się przed 20. tygodniem ciąży, na tyle ciężkie, że powodują konieczność hospitalizacji.

 Niektórzy autorzy stosują kryterium utraty masy ciała powyżej 5% jako wystarczające do rozpoznania tego stanu. Rozpoznanie HG jako przyczyny wymiotów wymaga wykluczenia innych możliwych przyczyn, uwzględnianych w diagnostyce różnicowej. 

### Diagnostyka różnicowa
Należy wziąć pod uwagę najczęstsze przyczyny wymiotów i nudności, m.in.
- zakażenia
- kwasicę ketonową
- nadczynność tarczycy
- chorobę Addisona
- stany zapalne układu pokarmowego
- choroby ośrodkowego układu nerwowego

Z wymiotami ciężarnych często (ok. 40%) współistnieje tzw. ślinotok ciężarnych.

## Postępowanie
Niekiedy wystarczające są zmiany w diecie, odpoczynek, leżenie w łóżku po przebudzeniu, unikanie potraw, mogących wywoływać nudności. 
Ze wspomnianej definicji HG wynika, że każdy przypadek HG musi być hospitalizowany. Inni autorzy podają szczegółowe wskazania do hospitalizacji: 
- utrata masy ciała powyżej 5%
- odwodnienie
- zaburzenia elektrolitowe
- kwasica
- współistniejące zakażenia

W przypadku odwodnienia i zaburzeń elektrolitowych konieczne jest podanie dożylne płynów. Gdy efekt leczniczy jest niezadowalający, to zaleca się farmakoterapię. W HG stosuje się liczne leki, są to m.in.
- prometazyna
- prochloroperazyna
- mirtazapina[19]
- trimetobenzamid
- ondansetron
- droperydol
- dimenhydrynat
- difenhydramina
- metoklopramid
- hydroksyzyna

### Profilaktyka
Suplementacja multiwitaminowa w okresie prekoncepcyjnym zmniejsza ryzyko wystąpienia niepowściągliwych wymiotów ciężarnych.

### Medycyna alternatywna
Przegląd 26 badań kontrolowanych z randomizacją dotyczących leczenia wymiotów akupunkturą wykazał pewien korzystny efekt, ale w przypadku wymiotów i nudności występujących w ciąży wyniki nie były jednoznaczne.

## Klasyfikacja ICD10
| kod ICD10     | nazwa choroby                                                       |
| ------------- | ------------------------------------------------------------------- |
| ICD-10: O21   | Niepowściągliwe wymioty ciężarnych                                  |
| ICD-10: O21.0 | Łagodne niepowściągliwe wymioty ciężarnych                          |
| ICD-10: O21.1 | Niepowściągliwe wymioty ciężarnych z zaburzeniami przemiany materii |
| ICD-10: O21.2 | Późne wymioty ciężarnych                                            |
| ICD-10: O21.8 | Inne wymioty wikłające ciążę                                        |
| ICD-10: O21.9 | Wymioty ciężarnych, nieokreślone                                    |